# هالر (یکای پول)
هالر (به چکی: Haléř) (تلفظ آلمانی: ) در اصل یک سکه آلمانی به ارزش نیم فنیگ است. هالر نام خود را از شهر هال آم کوچر (شوبیش هال کنونی) گرفته‌است.
ضرابخانه‌ها این سکه را از ابتدای قرن سیزدهم، بر اساس فنیگ نقره که قبلاً ضرب شده بود تولید کردند، اما ترکیب آن با مس بد بود، طوری که دیگر سکه نقره به حساب نمی‌آمد. و از آن به بعد هلرهای قرمز، سفید و سیاه به وجود آمدند. با شروع قرون وسطی، این پول ارزش کمی داشت و به نماد بی‌ارزشی تبدیل شد. و بعد از آن عبارت «keinen (roten) Heller wert» در آلمان رایج شد. (معنی: ارزش یک هلر (قرمز) ندارد)
هالر تا سال ۱۸۷۳ به‌عنوان نامی برای سکه‌های کم ارزش در بسیاری از ایالت‌های آلمان مورد استفاده گسترده قرار می‌گرفت؛ پس از وحدت آلمان، دولت بیسمارک مارک و فنیگ را به عنوان سکه در سراسر امپراتوری آلمان معرفی کرد.
همچنین هالر (چکی: haléř، اسلواکی: halier) به‌عنوان یکای خرد کرونای چک در جمهوری چک وجود دارد. و پیشتر به‌عنوان یکای خرد کرونای اسلواکی در اسلواکی و کرونای چکسلواکی در کشور پیشین چکسلواکی استفاده می‌شد.
- روی سکه ۱۰ هالر اسلواکی ۱۹۴۲
- پشت سکه ۱۰ هالر اسلواکی ۱۹۴۲